# Vinícius Santos Silva
Vinícius Santos Silva – noto solo come Vinícius – (San Paolo, 3 agosto 1993) è un calciatore brasiliano, attaccante del Náutico.

## Carriera
Ha giocato in massima serie con la maglia del Palmeiras.

## Palmarès

### Club

#### Competizioni nazionali
- Coppa del Brasile: 2

Palmeiras: 2012, 2015
- Campeonato Brasileiro Série B: 1

Palmeiras: 2013

#### Competizioni regionali
- Copa do Nordeste: 1

Ceará: 2015